# Agastache cusickii
Agastache cusickii là một loài thực vật có hoa trong họ Hoa môi. Loài này được (Greenm.) A.Heller mô tả khoa học đầu tiên năm 1902.